# Contea di Tonggu
La contea di Tonggu (铜鼓县S, Tónggǔ XiànP) è una contea della Cina, situata nella provincia di Jiangxi e amministrata dalla prefettura di Yichun.